# Cartografías de la salud
Las cartografías de la salud comprenden diferentes formas de expresión para entender y visibilizar una realidad heterotópica en el terreno de la salud. Se componen de diversos planos que se superponen e interactúan, generando conexiones no dirigidas, inexploradas e invisibles a una mirada aparente, sacándolas a la luz. Así, estas cartografías buscan representar o encarnar la salud, no sólo como la ausencia de enfermedad, sino como un medio de equilibrio dinámico, como un estado liminar o estado umbral, que busca el equilibrio en medio de un entorno de dificultad o adversidad permanente, de conflictividades y de irresoluciones, de cualquier índole, sean fisiológicas, sociopolíticas o ecológicas.
Estas cartografías abarcan así todas aquellas operatividades de representación que construyen un medio de conocimiento comprensivo-transformativo y no acumulativo, con la intención de dar cuenta de un nuevo escenario social, ambiental y tecnológico, no adhiriéndose a un formato concreto, caminando transversalmente por diferentes escalas, soportes y estableciendo un sistema de auto-representación en código abierto (participado y participativo) en su gestación.
Abarcan desde el ámbito de lo anónimo, el espacio vital, la familia, los cuidados personales, hasta lo más colectivo o global, siempre con una intencionada voluntad de dar representatividad a los márgenes, a lo menor, a lo pormenorizado. Por tanto, en su afán por materializar lo invisible o lo inaparente de un sistema (fisiológico o ecológico), las cartografías de la salud adquieren un compromiso político. Partiendo de este bagaje, el término cartografías de la salud plantea una redefinición de la representatividad de la salud, posicionándose de una manera concreta respecto a los dos campos que conforman el término.

## Antecedentes para una definición
Las cartografías que tratan de representar aspectos relacionados con la salud se han servido de las mismas técnicas, formatos y políticas de poder que el resto de las representaciones cartográficas de otros campos del conocimiento. Apareciendo a lo largo de la historia, en todas las culturas, la documentación cartográfica en materia de salud ha sido testigo de enfoques sistémicos o neguentrópicos basados en las relaciones primigenias de las comunidades con la naturaleza y lo vivo, que aún se conservan parcialmente (como es el caso de algunas culturas indígenas de Latinoamérica), hasta enfoques más nomotéticos en los llamados métodos geográficos en las ciencias de la salud y en los mapeados elaborados en determinados contextos y sociedades con el fin de ser empleados como herramientas de control y estudio de enfermedades, descubrimientos geográficos, pandemias; hasta llegar incluso a ejemplos actuales más globales, como los mapas de control de la pandemia COVID-19.

### Desde la medicina hipocrática hasta las topografías médicas delsigloXIX
La evolución histórica de la medicina occidental se ha visto particularmente influenciada por los tratados hipocráticos, especialmente por los esquemas de razonamiento ambientalista de base fisiológica que los médicos hipocráticos elaboraron. Estos establecían puentes entre las condiciones del entorno y las condiciones fisiológicas del organismo, concretamente entre el equilibrio interno de los humores y los agentes del medio físico, sobre todo de la temperatura y la humedad, considerándose efectivamente como causas de enfermedad y muerte. En el siglo XVII, esta teoría ambiental sería reformulada por Thomas Sydenham y, bajo la forma de corriente neo-hipócrita, nutrirá el interés médico en las aproximaciones al entorno físico y social, ejerciendo una notoria influencia en la teorización médica de la Ilustración. De este modo, comienzan a tejerse hilos entre unas herramientas y medios cartográficos en proceso de institucionalización y los focos de interés y preocupación en la medicina práctica y teórica.

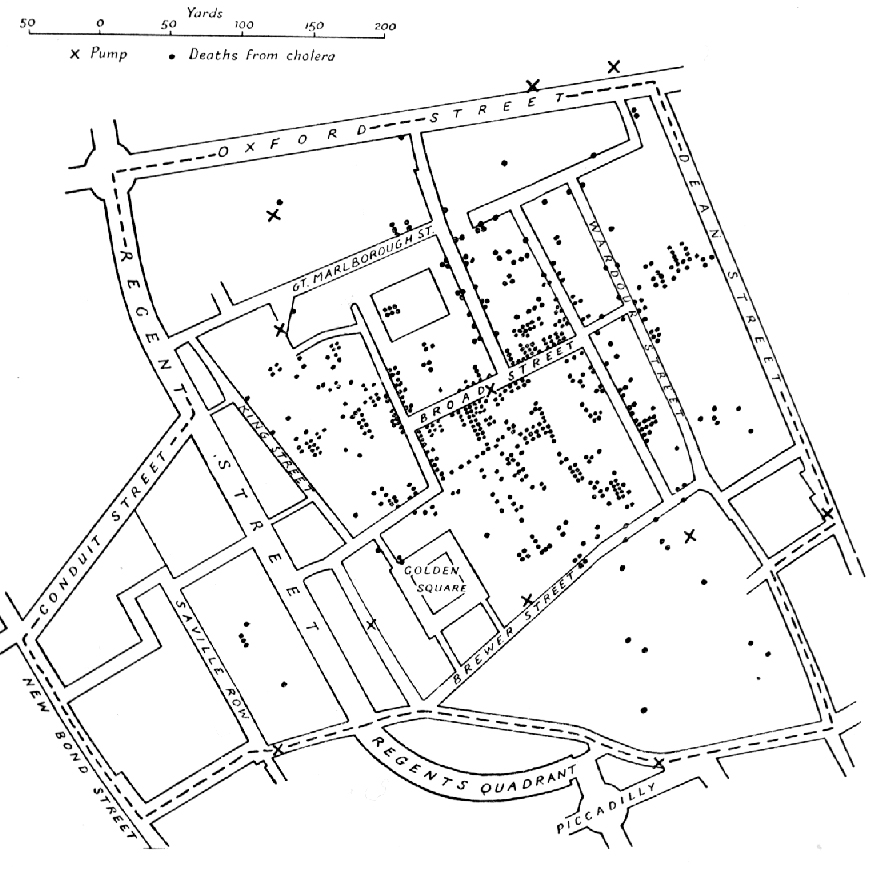
Mapa de las defunciones por un brote de cólera en el distrito londinense de Broad Street, cartografiado por John Snow en 1854. Permite ver un patrón claro no visible hasta entonces, transmitiendo un claro mensaje visual al conectar incidencia con concentración.

Fruto de esta convergencia nacerán las denominadas topografías médicas, que serán definidas como «la descripción exacta y precisa de las localidades de cada país y de las particularidades que las distinguen, para ser aplicada al estudio y al conocimiento de las enfermedades y de su tratamiento»  dentro de la obra esencial Dictionnaire des sciences médicales (1812-1822).
Las topografías médicas eran auténticos estudios territoriales que proporcionaban informaciones muy detalladas sobre la geografía física y humana de localidades, comarcas o regiones concretas. Si bien en un primer momento fue predominante la preocupación por los aspectos físicos del territorio (climáticos, geológicos, hidrológicos, botánicos, etc.), poco a poco el foco de atención se fue extendiendo al medio humanizado, por lo que una buena parte de las topografías que se realizaron ofrecen minuciosas descripciones del estado de las casas y las calles; las condiciones de vida y de trabajo de las clases populares; el alcoholismo, el juego y la prostitución; etc. Por este motivo, dichos estudios constituyen una apreciada y valiosa fuente de investigación histórica. 
La realización de estas investigaciones empíricas en la forma de topografías médicas se ven traducidas en una doble labor. Por un lado, se elabora una abundante documentación de enorme riqueza sobre las características naturales y sociales desde el punto de vista sanitario de las comunidades y poblaciones que habitan un medio local, con las consecuentes ventajas de cara a la diagnosis y aplicación de medidas profilácticas. Por otro lado, se atestiguan las potenciales influencias de dichas características del medio y sus posibles modificaciones sobre el organismo del ser humano, fuera por la mejora de su capacidad inmunoresistente frente a una pandemia o por el favorecimiento de la propagación de ésta.
Esta medicina ambientalista de tradición hipocrática se desarrollará en dos caminos paralelos por toda Europa; en España concretamente se traducirá: por un lado, en un gran interés médico por el registro meteorológico con el fin de estudiar la relación entre las condiciones atmosféricas y las fisiológicas; y, por otro lado, en los «estudios médico-topográficos con el fin de escrutar el conjunto de factores ambientales que inciden en la aparición y propagación de las enfermedades, sobre todo las de carácter epidémico».
Como evidencia el gran número de topografías difundidas en el siglo XIX, una gran parte de la documentación cartográfica sobre localidades y regiones de España que hoy se conservan fue fruto del interés y el compromiso desde la disciplina médica, motivados en cualquier caso por su papel fundamental como herramienta para la definición y aplicación de políticas de carácter sanitario-preventivo. En la progresiva apertura de escala y perspectiva de este tipo de investigaciones hacia un enfoque más nomotético, generando corrientes como la denominada medicina humboldtiana, la cual tomaría de la obra de Humboldt su modelo científico de explicación y representación de la distribución geográfica de la morbilidad. En este contexto, se encuadran cartografías de enfermedades como el brote de cólera que aconteció en las inmediaciones del distrito londinense de Broad Street en 1854, que motivó la generación de mapas como el elaborado por John Snow que visibilizó la conexión entre la enfermedad y su transmisión a través del agua. Estas operaciones de representación no sólo supusieron un cambio de paradigma en la aproximación a las enfermedades infectocontagiosa, sino que supuso un punto de inflexión en la validación a nivel institucional, y posteriormente cultural, de la influencia de las condiciones ambientales sobre las condiciones de salud pública, abriendo las puertas al uso de las herramientas cartográficas en el estudio, diagnosis, organización y gestión de la salud en las sociedades europeas.

### Ontología relacional y cartografía social
The History of Cartography  constituye un ambicioso proyecto enciclopédico que persigue recoger los diversos procedimientos de mapeado del mundo producidos por distintas culturas del mundo, poniendo el énfasis en el verbo, en la propia acción de mapear, más allá del medio representativo, del reflejo producido. El valor de este producto residiría, por tanto, en la capacidad de la acción para visibilizar o componer una perspectiva y una representación particulares en un lenguaje menor del espacio y de las relaciones vivenciales de la comunidad con el mundo.
Siempre ha habido probablemente un impulso para mapear en la conciencia humana
Últimamente ha ganado interés en las ciencias sociales la noción de «ontología relacional». Con ella se quiere conceptualizar las maneras complejas en que seres humanos y no-humanos interactúan y entrelazan. A la politización de estas relaciones se ha referido a veces con la noción de «ontología política»  (...) Desde este punto de vista, los conflictos ontológicos apuntan a una multiplicidad de maneras de estar en el mundo. En otras palabras, son testigos de un pluriverso existente.
En este marco, se puede entender que «la cartografía social constituía un ejercicio colectivo en que se exploraban percepciones territoriales de las comunidades locales con el fin de plasmarlas en mapas que se instrumentalizaban después como herramienta en la lucha por el territorio. Para ello se organizaban talleres en que se producían «mapas mentales» con las comunidades locales (en las cuales frecuentemente los ancianos jugaban un papel clave en recordar historias colectivas de asentamientos y tradiciones culturales) a través de las cuales se desarrollaban nociones propias de territorialidad e identidad. Más allá de simplemente definir fronteras para su título colectivo, sin embargo, los talleres de cartografía social y la producción de mapas mentales han servido como herramientas para explorar las diferencias epistemológicas»  entre, podemos decir, las comunidades habitantes de los llamados espacios menores y la lógica territorial de lo estatal o lo institucional.  

## Cartografías como medio de representación
Las cartografías de la salud se piensan como un medio de representación para un conocimiento comprensivo-transformativo y no acumulativo con carácter inclusivo, multi-escalar, multi-soporte y de código abierto.
El mapa como una forma de creación / negociación de la realidad. El mapa como una herramienta de dominación simbólica.
Zarycki plantea la cartografía de una forma pragmática, y como manera de aportar información que construye una realidad pero que a la vez puede llevarnos a que ésta pueda ser condicionada por diferentes factores al abrirse a varias aristas de la misma; dependiendo del receptor, su percepción y la sensibilidad que posea. Esta herramienta ha permitido tener un lenguaje adicional que llega al alcance de la gran mayoría y que, si comprendido, se puede llegar a tener un dominio sobre los símbolos que se representan. También se pueden tomar sus palabras con otra perspectiva, de la cual la forma de dominación simbólica puede hacer posible que se globalice a escalas menores y con respecto a la salud pueda adentrarse en aspectos de los cuales se negocie con la propia realidad.

### Visibilización
Las cartografías de la salud habilitan un espacio de representación donde volcar datos científicos, experiencias, sentimientos, abriendo el espectro de lo que habitualmente se registra en otros tipos de cartografías. Es debido a sus temáticas y a la posibilidad de creación participativa en la red, que las cartografías de la salud adquieren una complejidad en su representación. Desde luego no se reducen al ejercicio de la proyección sobre un plano fijo, parten de la posibilidad de expresarse en el formato que más convenga. Asumen las nuevas tecnologías, la red, las redes sociales, el machine learning, software de representación y manejo de datos utilizados en disciplinas como arquitectura o ingeniería.
El proyecto Forensic Architecture arrancó en 2010, cuando el arquitecto y escritor Eyal Weizman reunió a un equipo multidisciplinar de investigación formado por arquitectos, artistas, activistas y cineastas en Goldsmiths, en la Universidad de Londres, para expandir la arquitectura más allá de los límites de la disciplina, y movilizar herramientas espaciales, digitales y de arquitectura visual —como, por ejemplo, la creación de maquetas en 3D, la sincronización de grabaciones de vídeo y el análisis de imágenes y medios— para crear metodologías de análisis como forma de intervención política en el terreno de la violación de los derechos humanos.

### Contra-mapeo

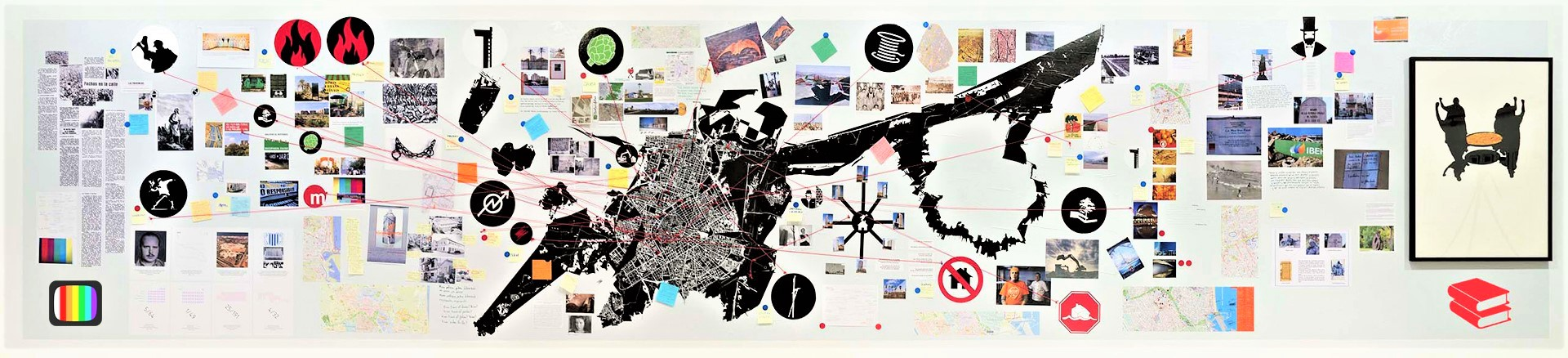
Mapa Valencia Polivalencias, grupo del workshop No/W/Here Valencia, Rogelio López Cuenca, 2016

La cartografía participativa, los contra-mapas, huyendo de las dinámicas de control del poder, abren el horizonte a nuevos conocimientos, llevando con ellos el peso de una responsabilidad social de la información divulgada: de hecho, se estructura con un fin principalmente divulgativo. 
Para Rogelio López Cuenca, filósofo, literato y doctor en bellas artes, el “mapeo social” no es simplemente el acto de mapear: es un proceso que debe dar cuenta de prácticas sociales y políticas que se inscriben en dinámicas y conflictos cambiantes, describe una cartografía dinámica, de sujetos que cambian en el tiempo y espacio. En su mapa participativo Valencia Polivalencia, que forma parte de los proyectos experimentales No/W/Here (cartografía colaborativa en talleres multidisciplinarios) para la construcción de mapas alternativos, ironiza y visualiza la ciudad desde diferentes maneras, acercándose a lo olvidado y también recordando lo ensalzado, con un sentido lúdico que invita a reflexionar y mirar hacia el futuro con nuevas perspectivas.

### En devenir (nuevas tecnologías)
La representación cartográfica hodierna no tiende a la búsqueda de un elemento terminado, es reflejo de una red de conexiones de realidades en continuo devenir; necesita de medios transdisciplinarios en contraposición al estéril y tradicional conocimiento acumulativo de los saberes. Al revés, apoya un conocimiento comprensivo, estimulante relaciones y apto a entender la realidad heterotópica en la cual diferentes planos se superponen generando conexiones no dirigidas, inexploradas e invisibles a una mirada superficial, sacándolas a la luz. El discurso manifiesto no sería a fin de cuentas más que la presencia represiva de lo que no dice y ese "no dicho" sería un vaciado que mina desde el interior todo lo que se dice
Art is Open Source (AOS _HER) es una red informal e internacional para explorar la mutación de los seres humanos por la accesibilidad y la disponibilidad de las tecnologías y redes digitales. Fue creada en 2011 por el artista italiano Salvatore Iaconesi. Se mueven a través de las artes y las ciencias, mediante la tecnología, la comunicación, la performance, el arte y el diseño, para crear instancias de acciones emocionales y procesos que sean capaces de exponer la dinámica de nuestro mundo contemporáneo.
HER She Loves Data es un centro de investigación cultural de próxima generación que utiliza datos y computación (algoritmos complejos, inteligencia artificial, redes, ecosistemas) para crear procesos de aceleración cultural a través de las artes y el diseño, y los resultados de la investigación científica y la innovación tecnológica.

### Política y Justicia Social
Si bien la cartografía social hace visibles procesos de autonomía y defensa territorial, esta visibilidad también implica riesgos, especialmente en lo que se refiere a la difusión y uso de la información por parte de diferentes actores. La cartografía social debe ser consciente de estos riesgos a la hora de producir y difundir conocimientos y saberes
La búsqueda del bien común en este tipo de cartografías ofrece una falla por su propia evidencia y manifiesto de datos referentes a la salud, que pueden causar estado inestable en los receptores, causando así un efecto rebote de intenciones. 
La experimentación sobre la aplicación de un método de cartografía SIG para la formulación de medidas para favorecer el bienestar de la población, que implican plantear estrategias y proyectos con el compromiso de las instituciones, está investigada en un estudio conducido por la Ciudad de Filadelfia en el 2011. Los autores subrayan las relaciones entre la salubridad del consumo alimentario y el entorno en barrios diferentes por dotación de servicios, origen de poblacionales y clases económicas, dando paso a consideraciones sobre la justicia social en el mapeo y a nuevas posibilidades de entendimiento en las relaciones entre arquitectura y salud.

## Salud como estado liminar
Paralelamente, estas cartografías abordan la salud no solo como la ausencia de enfermedad, sino como un equilibrio dinámico. Trabajan en hacer ver, dar apariencia, visibilizar la salud en su sentido amplio como un estado liminar o estado umbral, que opera siempre por un equilibrio en medio de un entorno de dificultad, de conflictividades y de irresoluciones, de cualquier índole, sean fisiológicas, sociopolíticas o ecológicas, intentando favorecer un equilibrio corporal y mental. Habría que entender entonces la salud de este modo: como un proceso o como una red de procesos permanentemente inacabados de entropía y homeostasis, donde intervienen factores tanto endógenos (causas internas) como exógenos (causas externas), de cualquier escala; abarcando desde el ámbito de lo anónimo, el espacio vital, la familia, los cuidados personales, hasta lo más colectivo o global.

### Cuidados y Ética

El libro Matters of Care de M. Puig de la Bellacasa conjuga un estado afectivo, un hacer vital material y una obligación ético-política de imaginar y dibujar cómo vivir cuidando la vida

Es necesario saber qué significa cuidar hoy en día y sobre todo en un mundo en él coexisten seres tanto vivos como no vivos y son de necesidad conjunta. La principal idea para sanar y cuidar el planeta, cualquier vida y cualquier cuerpo, planteando una ética basada en los cuidados con un nosotros complejo y de ciclo abierto que implique a cualquier ser vivo o no vivo. La propuesta de una ética especulativa de los cuidados necesita un cambio de pensamiento, que implica no solo pensar en los cuidados, sino a pensar cuidando, descentrando a lo humano. 
De hecho, Donna Haraway se refiere a las string figures como patrones de una narración multiespecies, poblada de habitantes de una tierra herida, en que la cuestión del cuidado no se refleja tan en la restauración de un entorno pasado, primordial, sino en unas posibilidades de recuperación parcial y del poder sobrevivir juntos, todas las especies, humanas y no. Es la condición que define su “staying with the trouble”, permaneciendo en la incertidumbre, en las turbulencias.
Suponiendo en la realidad que hay siempre un sujeto activo, el cuidador, sobre otro sujeto en situación de desventaja, que necesita los cuidados, plantea una cuestión muy delicada respecto a la ética del comportamiento. 
La plataforma Ethics of Care nace para compartir opiniones sobre el buen cuidado, que reúne intercambios académicos, blogs de actualidad, reseñas de libros, exposiciones y películas. 
Una aportación importante en su red es la serie de encuestas para países, actualmente realizada por Canadá, Japón y España. Ofrecen una mirada sobre donde estamos, y para donde vamos, respecto a la ética del cuidado relativamente a diferentes enfoques y a un ámbito interdisciplinario: sociología, filosofía, derecho, economía, política y sanidad.
Elena Pulcini, en su Care of the World, discute cómo las nuevas patologías del individualismo ilimitado o auto-obsesión generan conflictos que se traducen en un miedo al mundo. Ella promueve una metamorfosis del miedo, que puede restaurar una conciencia de la vulnerabilidad y convertirse en la condición previa para la acción moral. Esta nueva perspectiva de responsabilidad, en la que el estrés se traslada a un sujeto relacional capaz de responder y cuidar del otro, abre a la exploración de un nuevo paradigma de justicia.

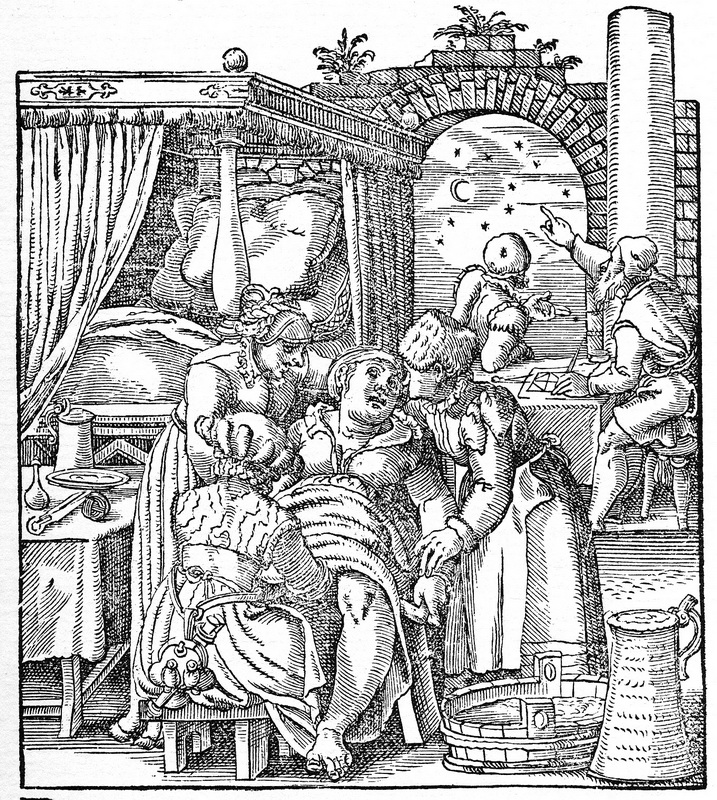
Jakob Rueff publica en 1554 "De Conceptu et Generatione Hominis", herramienta indispensable y principal fuente ilustrada de información para matronas y doctores de Zúrich durante todo un siglo

### Papel femenino
Históricamente, en el imaginario colectivo y en la literatura, la concepción de cuidado ha vuelto a la figura de la mujer, como madre y curadora del hogar. Esta carga, recaída exclusivamente sobre los hombros de la madre-curadora, ha producido, con el paso de las épocas y la emancipación de la mujer, numerosos movimientos y teorías enfocadas en el rol de género no discriminatorio.
La artista Louise Bourgeois presenta formalmente y simbólicamente la dualidad de género, caracterizando la forma del cuidado en la representación de espacios arquitectónicos con una temporalidad y espacialidad referida al cotidiano, armada por su cuerpo, que estremecido, convierte sí mismo en el hogar. Según la artista, «en Francia la mujer es siempre madre». En su serie Femme Maison, las mujeres aparecen en un cuerpo fragmentado y mutilado de brazos, encerrados en una estructura “hogar-cárcel”, que encarcela y protege al mismo tiempo. En la serie 10 am is When you Come to Me, al aparecer de la tercera mano, en el encuentro de intimidad con su asistente, exprime una forma de cuidado en cierto sentido, desvinculado de la concebida estrechamente relacionada con el constituido papel femenino en el hogar, casi fuera una evolución.  
Remontándonos en la historia, los manuales del siglo XVII sobre el cuidado en el embarazo, escritos por las matronas europeas, son testimonios de cómo los cuidados impregnados en creencias populares son el origen de la evolución hacia la ciencia actual en el ámbito. Las matronas o comadronas representan un germen de un movimiento humanizador en la administración de cuidados en el embarazo, parto y puerperio en un momento de lucha por el dominio con los varones médicos y cirujanos. Imprimen con su trabajo y sus escritos una manera de cuidar a las mujeres en el embarazo basada en el respeto a su fisiología, lo que las distanció de la práctica asistencial de los varones e hizo que su legado perdure a través de los siglos.

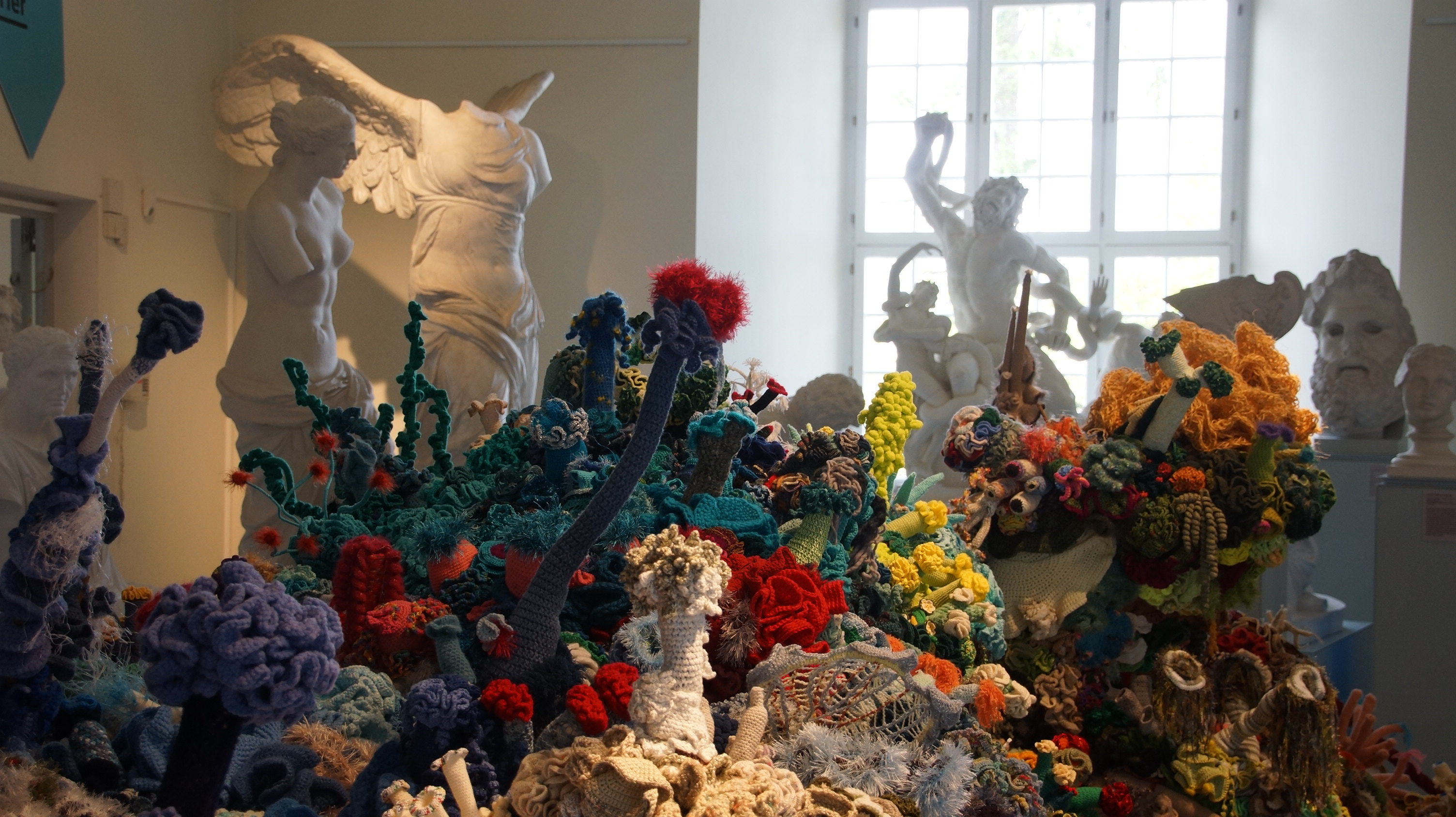
El Föhr Reef exhibido como parte del Crochet Coral Reef por Margaret y Christine Wertheim además del el Instituto Para Representar en Tübingen (Alemania) en 2013.

Hoy, un reef de corales bordados, una práctica femenina, materializa la cultura del cuidado a través de aquellas mismas mujeres que se convierten en su representación, además en preservación del entorno, no sólo humano sino animal (y mineral). El Crochet Cora Reef], un proyecto de las gemelas Margaret y Christine Wertheim, interconecta matemática, biología marina, prácticas artísticas feministas y artesanía para producir paisajes de coral a gran escala. Se basa en la técnica del "crochet hiperbólico", donde un código de algoritmo simple es capaz de producir formas bordadas representaciones de geometría hiperbólica.

## Cosmovisiones
En los pueblos indígenas colombianos, el chamán tiene a su cargo la curación de enfermedades y/o maleficios a través de la utilización de plantas medicinales con las cuales se preparan baños, emplastos, infusiones, lavados; para encontrar el origen de la enfermedad o maleficio el chamán realizará una serie de ritos, cantos u oraciones. 
La enfermedad es causada por el comportamiento no adecuado frente a la naturaleza, así que hay que respetar las leyes de la Naturaleza y respetar o conservar el equilibrio ecológico cumpliendo las normas y pautas que se dan según los principios de la Comunidad
La visión holística de los yachak supone que el hombre no sea el centro del universo, pero es el que, a través de su conocimiento, lo puede vincular todo para provocar la armonía necesaria con su entorno, una relación de respeto entre lo vivo y lo no vivo para conseguir el equilibrio que para ellos representa el bienestar.
Del mismo modo, entre los científicos influyentes después del período islámico en Irán, se ha puesto especial énfasis en la relación entre el origen de las enfermedades y el comportamiento inapropiado con la naturaleza. Como ejemplo de ellos, Ibn Sina en su libro titulado Libro de las leyes médicas investigó la relación de lo ilegítimo con la naturaleza, y se pudo diagnosticar la diabetes, junto con esta investigación, uno de los estudios más valorados de los científicos iraníes. La medicina tradicional iraní presta gran atención a la salud del cuerpo junto con la salud mental, de ahí que se puedan apreciar muchas oraciones por la cura o prevención de enfermedad.